# X-ファイル シーズン8
『X-ファイル』のシーズン8（全21話）は2000年11月5日にFOXでの放送が始まり、2001年5月20日に放送が終了した。